# Крузей
Крузе́й (фр. Crouseilles) — коммуна во Франции, находится в регионе Аквитания. Департамент — Атлантические Пиренеи. Входит в состав кантона Тер-де-Люи и Кото-дю-Вик-Бий. Округ коммуны — По.
Код INSEE коммуны — 64196.

## География
Коммуна расположена приблизительно в 630 км к югу от Парижа, в 155 км южнее Бордо, в 34 км к северо-востоку от По.
На западе коммуны протекает река Ларсис, а на востоке — река Бергон.

### Климат
Климат тёплый океанический. Зима мягкая, средняя температура января — от +5°С до +13°С, температуры ниже −10 °C бывают редко. Снег выпадает около 15 дней в году с ноября по апрель. Максимальная температура летом порядка 20-30 °C, выше 35 °C бывает очень редко. Количество осадков высокое, порядка 1100 мм в год. Характерна безветренная погода, сильные ветры очень редки.

## Население
Население коммуны на 2010 год составляло 144 человека.
| 1962 | 1968 | 1975 | 1982 | 1990 | 1999 | 2010 |
| ---- | ---- | ---- | ---- | ---- | ---- | ---- |
| 185  | 173  | 153  | 142  | 152  | 140  | 144  |

## Администрация
| Период | Период | Фамилия      | Партия | Примечания |
| ------ | ------ | ------------ | ------ | ---------- |
| 1995   | 2001   | Эмиль Пебель |        |            |
| 2001   | 2020   | Жорж Ламазер |        |            |

## Экономика
В 2010 году среди 86 человек трудоспособного возраста (15-64 лет) 66 были экономически активными, 20 — неактивными (показатель активности — 76,7 %, в 1999 году было 67,9 %). Из 66 активных жителей работали 62 человека (32 мужчины и 30 женщин), безработных было 4 (3 мужчин и 1 женщина). Среди 20 неактивных 3 человека были учениками или студентами, 8 — пенсионерами, 9 были неактивными по другим причинам.

## Достопримечательности
- Церковь Св. Иоанна Крестителя (XII век)[4]
- Замок Крузей (XI век)[5]